# Comissió d'Afers Econòmics i Monetaris
La Comissió d'Afers Econòmics i Monetaris (per les seves sigles en anglès: ECON) és una comissió del Parlament Europeu.
Des de la Unió Econòmica i Monetària (UEM), la funció més important d'aquesta comissió ha sigut en relació amb el Banc Central Europeu (BCE). Tot i la seva independència garantida pels Tractats, el BCE és responsable de les seves accions davant l'ECON. Cada tres mesos, el president del BCE, o de vegades el seu adjunt, compareix davant de la Comissió per informar sobre la política monetària, tant les accions preses com les perspectives futures, i respon a les preguntes dels diputats. Aquests procediments es transmeten per televisió, una acta literal apareix immediatament al Parlament i els llocs web de l'ECON.